# Lhermittes tegn
Lhermittes tegn eller Lhermittes symptom er en følelse af en elektrisk strøm, der løber ned langs columna og i varierende grad ud i ekstremiteterne. Symptomet opstår ved strækning af medulla spinalis hos patienten med plaques i den cervikale del af medulla og ses også ved andre sgydomme, der påvirker medulla cervicalis.
Det kan udløses ved foroverbøjning af hovedet. Det forekommer oftest i forbindelse i forbindelse med Multipel sklerose, men der kan også være andre årsager.
Lhermittes tegn er opkaldt efter den franske neurolog Jacques Jean Lhermitte (1877–1959).
 Der er for få eller ingen kildehenvisninger i denne artikel, hvilket er et problem. Du kan hjælpe ved at angive troværdige kilder til de påstande, som fremføres i artiklen.